# La generosità delle donne romane
La generosità delle donne romane (La Générosité des dames romaines) è un quadro di Louis Gauffier, dipinto nel 1790 e attualmente conservato in deposito a Poitiers, al museo Santa Croce.

## Descrizione
In una grande sala si svolge un corteo di nove donne, giovani o anziane, da sole o accompagnate dai bambini. Le loro espressioni e i comportamenti diversi formano come un fregio. Dietro di loro si trova una statua di una dea che le protegge, mentre sullo sfondo un'architettura è scandita dalle colonne. Di fronte a loro, otto uomini, tra i quali un soldato, le accolgono, e tre di loro seduti attorno a un tavolo marmoreo mettono per iscritto i loro doni per i posteri. Dietro c'è un muro alto e curvo che blocca la prospettiva.

## Contesto
Questo tema iniziò a prendere forma quando nel settembre del 1789, seguendo l'esempio delle loro antenate, le mogli e le figlie di alcuni artisti francesi, guidate dalla moglie di Jean Guillaume Moitte, vennero a portare i loro gioielli all'assemblea nazionale per ripagare i debiti dello stato. Dipinto e finito da Gauffier a Roma, nel 1790, il quadro venne esposto al Salone del 1791, pochi anni dopo questo episodio.